# あだち野農業協同組合
あだち野農業協同組合（あだちののうぎょうきょうどうくみあい）は、かつて存在した農業協同組合。埼玉県上尾市、北足立郡伊奈町、桶川市、北本市を管轄地域としていた。通称、JAあだち野。

## 概要
管内は上尾市と北足立郡伊奈町、桶川市、北本市の全域。JR高崎線が地域の中心部を横断しており上尾駅、桶川駅、北本駅などがある。また、北足立郡伊奈町内には新幹線の高架に沿うように埼玉新都市交通伊奈線が敷設されている。高度成長期の1970年代以降、鉄道沿線の農地の多くが宅地に転換されたが、鉄道から離れた地域では現在でも稲作や果樹栽培が続けられている。

## 沿革
- 2008年（平成20年）10月1日　上尾市農業協同組合（上尾市と北足立郡伊奈町）、桶川市農業協同組合（桶川市）、北本市農業協同組合（北本市）が合併して発足。
- 2014年（平成26年）11月27日 - 北足立郡市地区JA合併協議会の設立総会を浦和ロイヤルパインズホテル（現：ロイヤルパインズホテル浦和）で開催。
- 2016年（平成28年）4月1日 - さいたま、戸田市、川口市、あゆみ野、鴻巣市、あだち野の6JAが合併し、さいたま市に本部を置く新生「さいたま農業協同組合」が発足。JAあだち野は消滅。

旧・上尾市農業協同組合
- 1991年（平成3年）4月1日 - 上尾、上平、原市、平方、大石、大谷の6農協が合併し、JA上尾市が誕生。
- 2000年（平成12年）4月1日 - 伊奈町農協と合併。

旧・桶川市農業協同組合
旧・北本市農業協同組合

## 店舗
- 本店（埼玉県上尾市中分2丁目124）
- 上尾支店（埼玉県上尾市宮本町14-12）
- 上平支店（埼玉県上尾市西門前579-3）
- 原市支店（埼玉県上尾市原市3320）
- 平方支店（埼玉県上尾市平方1677-1）
- 大石支店（埼玉県上尾市小泉748-1）
- 大谷支店（埼玉県上尾市大谷本郷982）
- 伊奈支店（埼玉県北足立郡伊奈町小室9487-1）
- 加納支店（埼玉県桶川市坂田965）
- 川田谷支店（埼玉県桶川市川田谷2887）
- 石戸支店（埼玉県北本市本町7-66）
- 中丸支店（埼玉県北本市北本1-90）
- 石戸農機経済センター（埼玉県北本市荒井3-86）
- 北本営農経済センター（埼玉県北本市山中1-174）

## 農協直売所
- 上尾グリーンショップ（埼玉県上尾市宮本町14-12）
- 丸山公園直売所（埼玉県上尾市大字畔吉178）
- 四季彩館（埼玉県北足立郡伊奈町小室2192-1）
- 若宮直売所（埼玉県桶川市若宮1-6-8）
- 加納直売所（埼玉県桶川市坂田964）
- 桜国屋（埼玉県北本市深井7-265-4）
- 北本駅前直売所（埼玉県北本市北本1-90）